# 埤頭垻
埤頭垻，是台灣雲林縣西螺鎮的一個傳統地域名稱，位於該鎮東部。相較於今日行政區，其範圍大致包括振興里西南部、埤頭里東大半部、東興里北半部、廣興里不含西北部及南部。

## 歷史
台灣清治末期至日治初期，埤頭垻地區為一街庄，稱為「埤頭垻庄」，隸屬於西螺堡。該庄北與茄苳庄為鄰，東與番仔庄、莿桐巷庄為鄰，南邊為三塊厝庄，西邊為頂湳庄、新社庄。
1901年（日治明治三十四年）11月，全台廢縣廳改設二十廳，該庄隸屬於斗六廳。1903年（明治三十六年）6月，該庄編入「西螺區」，隸屬於斗六廳。1909年（明治四十二年）10月，合併二十廳為十二廳，西螺區改隸屬於嘉義廳。1920年（大正九年），全台地方制度大改正，廢十二廳改設五州二廳，該庄改制為「埤頭垻」大字，隸屬於臺南州虎尾郡西螺街。
戰後西螺街改制為西螺鎮，隸屬於臺南縣，大字亦改制為里。1950年10月，雲、嘉、南分治，西螺鎮改隸屬雲林縣。

## 聚落
本地區發展較早的聚落有藍厝、頂埤頭、下埤頭（東興）、頂崙仔、廣興等，在日治期初期的官方地圖上已有記載。

## 交通
國道1號又稱「中山高速公路」，是貫穿台灣西部的兩條縱向高速公路之一，大致以北北東—南南西走向經過埤頭垻地區中部略偏東地帶，並於本地區北部東側與茄苳地區交界地帶的省道台1線交會處設有西螺交流道。由此可快速前往國道1號沿線各地。
省道台1線又稱「縱貫公路」，是台北至屏東楓港的傳統平面幹道，大致以西北微北—東南微南走向轉西北微西—東南微東走向經過本地區東北部邊界地帶，並於國道1號交會處設有西螺交流道。由該道路向西北微北轉北北東再轉北北西繞經西螺市區東側可前往溪州、北斗、田尾等地；向東南微東經莿桐市區轉南再轉南南西可前往斗南、大埤東界、大林等地。
鄉道雲39線是西螺至埔羌崙的道路，其南側端點（終點）位於本地區西部邊界南側的鄉道雲71線路口（頂湳地區埔羌崙聚落東南郊）。由此向西南西出境後至埔羌崙聚落，轉西北西再轉北北西沿聚落西側蜿蜒而行，出聚落後轉北北東經鄉道雲44線起點路口可前往頂湳、新社、西螺市區西部並止於縣道154號舊線（延平路）路口。
鄉道雲42線是藍厝至義和（番子）的道路，其西側端點（起點）位於本地區西部邊界中央略偏北的鄉道雲43線路口（藍厝聚落西南西郊）。由此向東北東至藍厝聚落轉東南東，經國道1號高架橋下後續直行，其後轉南南東至頭埤頭聚落東北角轉東北東出境後，至省道台1線路口轉東南微南與其共線約190公尺，至路口轉東北東獨自行後可前往番子並止於鄉道雲47線轉角路口。
鄉道雲43線是西螺至廣興的道路，其南側端點（終點）位於本地區西南部廣興聚落的鄉道雲44線路口。由此向北微西行，至本地區西部邊界後沿邊界地帶續行，其後轉北北東略為入境，經鄉道雲42線起點路口後因邊界線東移而出境一段路，又因邊界線西移而再度入境，再因邊界線東移而出境一段路，經過本地區西北角出境，可前往茄苳西端、西螺市區東南部並止於縣道154號路口。
鄉道雲44線是頂湳至甘西村的道路，大致以西南西—東北東走向由本地區西部邊界南側入境後，轉東進入廣興聚落，其後轉東北再轉東北東，經鄉道雲43線終點路口後續行出聚落，經陸橋跨越國道1號後，經頂崙聚落北側至路口轉南南西，至鄉道雲45線起點路口轉東南再轉東北東再繞彎道轉東南東，穿越下埤頭聚落後轉東南於本地區東南角轉南微西出境。由該道路向西南西經鄉道雲71線起點路口後可前往頂湳地區的埔姜崙聚落西北郊並止於鄉道雲39線路口；向南微西可前往三塊厝與莿桐交界地帶並止於縣道156號轉角路口（莿桐地區甘西聚落西側）。
鄉道雲45線是東興至鹿場的道路，其北側端點（起點）位於本地區南部東側頂湳聚落與下埤頭聚落間的鄉道雲44線轉角路口。由此向南南西轉西南再轉南微西，至本地區南部邊界轉南出境，可前往三塊厝地區東南部鹿場聚落西側並止於縣道156號路口。
鄉道雲46線是大新至四塊厝的道路，其西南側端點（終點）位於本地區東部邊界北側附近的省道台1線路口（近交流道）。由此向東北轉西北微北再轉北微東沿國道1號西螺交流道外緣而行，出境後轉東北東可前往番子與新宅交界地帶、新宅地區的大茄苳聚落並止於縣道154號路口。
鄉道雲71線是廣興至平和厝的道路，其北側端點（起點）位於本地區西部邊界南側外緣的鄉道雲44線路口。由此向南微西轉南入境一小段路後出境，可前往三塊厝、過溪子西部、平和厝並止於縣道158號路口。

## 學校
- 廣興國小（東半部）